# Gwadalkiwir

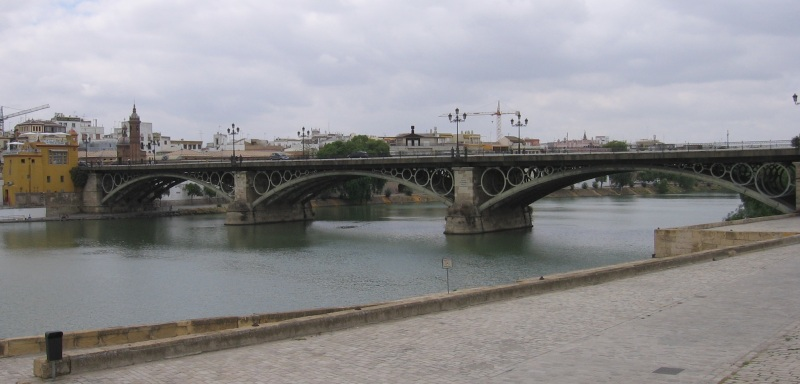
Most królowej Izabeli II w Sewilli na Gwadalkiwirze

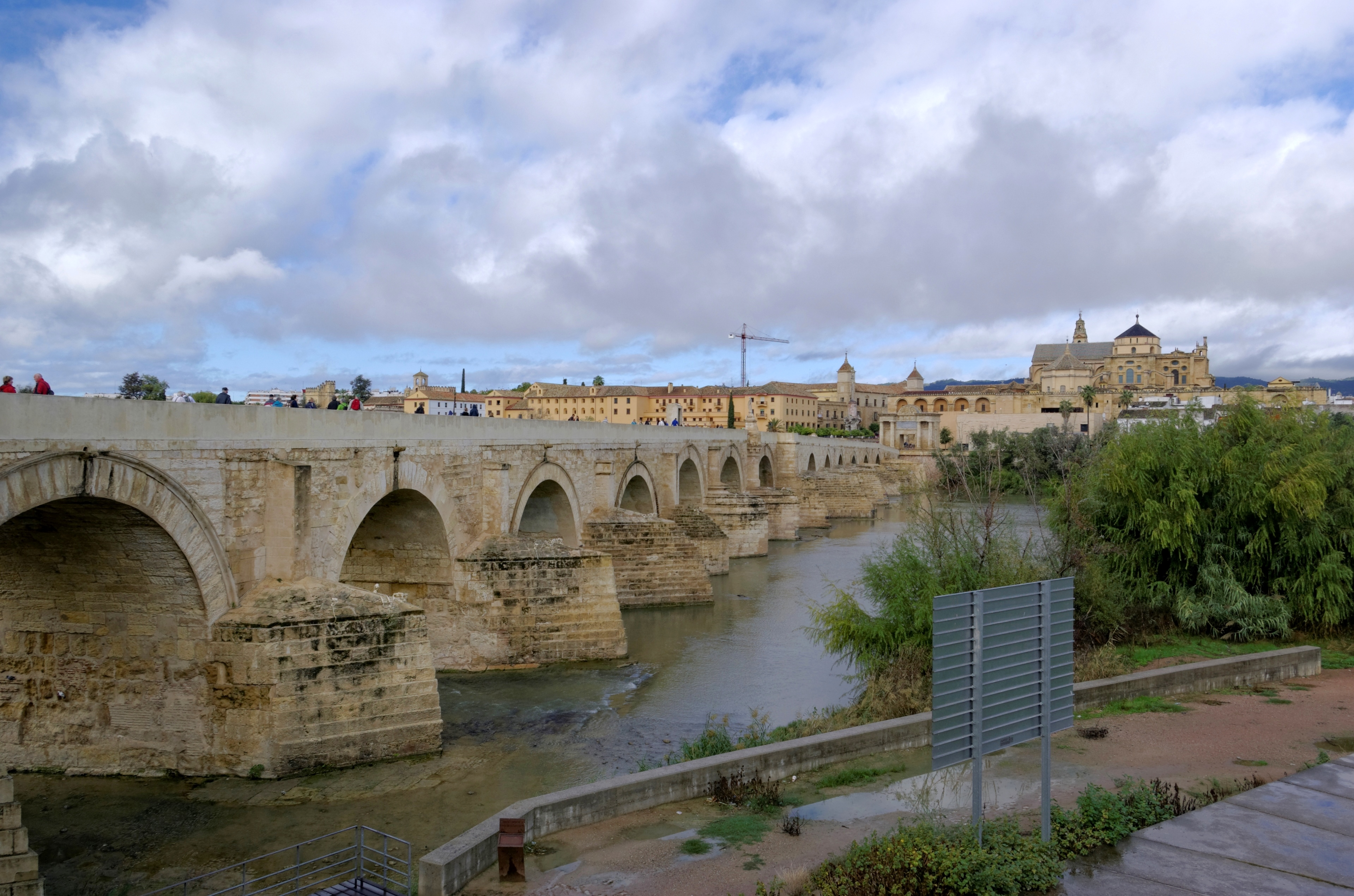
Rzymski most w Kordobie na Gwadalkiwirze

Gwadalkiwir (wym. [ɡwaðalkiˈβir], łac. Baetis lub Baetes, hiszp. Guadalquivir, z arabskiego الوادي الكبير Wadi al-Kabir – „wielka rzeka”) – rzeka, główny ciek wodny południowej Hiszpanii. Jej źródło znajduje się w Górach Betyckich, w prowincji Jaén. Płynie na zachód, przez zabagniony Las Marismas i uchodzi do Zatoki Kadyksu w Sanlúcar de Barrameda. Jest żeglowna od Kordoby.
Gwadalkiwir, wraz z Ebro, Tagiem i Gwadianą, jest jedną z najdłuższych rzek Hiszpanii. Jej środowisko naturalne jest bardzo bogate w różnorodne gatunki fauny i flory, a jej zdolność do nawadniania, szczególnie na rozległej i żyznej równinie, wspiera rolnictwo Andaluzji.

## Miejscowości, przez które przepływa
Prowincja Jaén
- Santo Tomé, Mogon, Mengíbar, Villanueva de la Reina, Andújar, Puente del Obispo, Baeza, Marmolejo,

Prowincja Kordowa
- Villa del Río, Montoro, El Carpio, Kordowa, Posadas, Palma del Río

Prowincja Sewilla
- Peñaflor, Lora del Río, Alcolea del Río, Villaverde del Río, Brenes, Alcalá del Río, La Rinconada, La Algaba, Camas, Sevilla (w tym Triana), San Juan de Aznalfarache, Gelves, Coria del Río, La Puebla del Río, Lebrija, Espartinas, Villanueva del Ariscal

Prowincja Kadyks
Sanlúcar de Barrameda, Trebujena.